# Henri-Marie du Breil de Pontbriand
Pour les autres membres de la famille, voir Famille du Breil de Pontbriand.
Henri-Marie du Breil de Pontbriand né en janvier 1709 à Vannes et mort le 8 juin 1760 à Montréal est un ecclésiastique français.
Il fut évêque de Québec de 1741 jusqu'à sa mort.

## Biographie
Né en janvier 1709 à Vannes, en Bretagne, et issu d'une famille chevaleresque, la famille du Breil, Henri-Marie du Breil de Pontbriand est le fils de Joseph-Yves du Breil, comte de Pontbriand et capitaine des gardes-côtes de l'évêché de Saint-Malo, et d'Angélique-Sylvie Marot de La Garaye.
Pontbriand étudie chez les Jésuites au collège de La Flèche, puis fait des études de philosophie et de théologie au séminaire de Saint-Sulpice, à Paris. Il passe 10 ans à Paris où il est ordonné prêtre en 1731 et il obtient le grade de docteur en théologie à la Sorbonne. Il retourne en Bretagne, où il devient ensuite grand vicaire de l'évêque de Saint-Malo en 1736. Il est nommé évêque de Québec par Louis XV en 1740.
Il est choisi comme évêque pour succéder à François-Louis de Pourroy de Lauberivière en 1741. Pourroy devait être évêque de Québec, mais il meurt de la peste en accostant sur les côtes canadiennes. Pontbriand était alors grand-vicaire, chanoine de Saint-Malo et docteur de Sorbonne. Il obtint ses bulles de Benoît XIV le 6 mars 1741 et fut sacré à Paris, le 9 avril de la même année par Charles Gaspard Guillaume de Vintimille du Luc, archevêque de Paris. Il arriva à Québec le 17 août 1741, et prit possession de son siège le 30 du même mois.
Henri-Marie du Breil de Pontbriand fut le sixième évêque de la Nouvelle-France (évêque de Québec) durant 19 ans, de 1741 à 1760.
En 1752, Henri-Marie du Breil de Pontbriand s'installa à Trois-Rivières, dans le couvent des Récollets, pour diriger lui-même les travaux de reconstruction du monastère des Ursulines (1752-1753).
Il décéda le 8 juin 1760, quelques semaines avant la Conquête anglaise, sans avoir désigné de successeur. du Breil de Pontbriand mourut à Montréal le 8 juin 1760 et fut inhumé dans l'église paroissiale du lieu, le 10 du même mois.